# Calamarsó
El calamarsó (Alloteuthis subulata), calamaró o calamaret és una espècie de mol·lusc cefalòpode de la família Loliginidae, de petita mida. En castellà s'anomena "chipirón" (de l'èuscar "txipiroi", calamar). Es pesca a l'est de l'Atlàntic i al Mediterrani.
Cal tenir en compte que amb el nom genèric de calamarsons es designa també qualsevol espècie encara jove, de calamar.

## Característiques
El seu cos pot arribar a tenir una longitud de 30 cm i té vuit braços i dos llargs tentacles. El cap és bastant gros i els seus dos ulls són negres. El seu cos és gairebé de forma tubular aplanada i amb una conquilla dura interna amb forma de llapis.
El calamarsó pot canviar de color des de gris pàl·lid a marró o porpra, i, igual que la sèpia, pot deixar anar una mena de tinta quan se sent amenaçat.